# Дюкер (дворянский род)
Дюкер (нем. von Dücker) — прибалтийский дворянский род.
Происходит из Вестфалии. Эверт Дюкер (Dücker in der Beeck) выехал в Лифляндию в 1404 г. Иоанн Дюкер был в половине XVI в. послом в Москве. Род Дюкер внесен в матрикулы лифляндского и эстляндского дворянств.
- Дюкер, Карл Густав (1663—1732) — граф, шведский фельдмаршал.
- Дюкер, Ойген Густав (1841—1916) — немецкий и эстонский художник.[источник?]

## Описание герба
Щит десятикратно пересечен голубым по серебру.
Щит увенчан дворянским шлемом с голубо-серебряным бурелетом. Нашлемник — две руки в серебряных латах, возникающие из золотой цепи. положенной на бурелет, и держащие золотое, с ликом солнце, на
локти бантами повязаны серебряно-красные ленты. Намет голубой с серебром.